# (155328) 2006 BG13
(155328) 2006 BG13 es un asteroide perteneciente al cinturón de asteroides, descubierto el 22 de enero de 2006 por el equipo del Mount Lemmon Survey desde el Observatorio del Monte Lemmon, Arizona, Estados Unidos.

## Designación y nombre
Designado provisionalmente como 2006 BG13.

## Características orbitales
2006 BG13 está situado a una distancia media del Sol de 2,644 ua, pudiendo alejarse hasta 2,985 ua y acercarse hasta 2,302 ua. Su excentricidad es 0,129 y la inclinación orbital 5,215 grados. Emplea 1570,05 días en completar una órbita alrededor del Sol.

## Características físicas
La magnitud absoluta de 2006 BG13 es 16,31.